# Sabas el Santificado
Sabas el Santificado o San Sabas de Capadocia (Cesarea de Capadocia, 439-Mar Saba, 5 de diciembre de 532) fue un sacerdote y pastador de Anatolia, es venerado como santo por la Iglesia católica y la Iglesia ortodoxa. Vivió sobre todo en Palestina, dedicándose al eremitorio. Fue el fundador de varios monasterios, entre ellos el principal es Mar Saba.

## Biografía
Nació en el Imperio bizantino, en la ciudad de Cesarea de Capadocia (actual Turquía) en el año 439. De familia griega, era hijo de un comandante del ejército bizantino, quien tuvo que partir a lejanas tierras y lo dejó confiado a un tío. Apenas a los ocho años, sufrió el desprecio de sus parientes, los cuales rehusaban educarlo. Sabas, se fue a un monasterio y, después de pasar varios años como monje ejemplar en su tierra, decidió partir para Jerusalén para aprender la santidad con los monjes de ese país. 
Se dedicó a una vida llena de oración y penitencia. Trabajaba diez horas al día, hacía canastos y los vendía para poder llevar alimentos a los más ancianos y débiles. 
Sabas pasó cuatro años seguidos en el desierto sin hablar con nadie. Luego empezaron a llegar monjes a pedirle que los dirigiera hacia la santidad, a lo que accedió. Llegó dirigir a 150 monjes cerca del mar Muerto y, a la edad de 50 años, fue ordenado sacerdote por el Arzobispo de Jerusalén y nombrado jefe de todos los monjes de Tierra Santa. Con la herencia que le dejaron sus padres construyó dos hospitales. 
Fue enviado tres veces a Constantinopla, residencia del emperador, para intentar conseguir que este no apoyara a los herejes y que favoreciera la causa de Tierra Santa. La labor de Sabas tuvo continuidad y su monasterio fue el más influyente de aquellos lugares, produciendo varios monjes distinguidos, algunos canonizados como san Juan Damasceno (675-749), san Afrodisio, san Teófanes de Nicea, san Cosme de Majuma y san Teodoro de Edesa.
Murió el 5 de diciembre del año 532, a los 94 años de edad. Su monasterio, Mar Saba, cerca del mar Muerto, es uno de los tres monasterios más antiguos que existen en el mundo.